# Лошица
Лошица (блр. Лошыца; рус. Лошица) малена је река која протиче југозападним ободима града Минска у Републици Белорусији. Десна је притока реке Свислач и део басена реке Дњепар и Црног мора.
Укупна дужина водотока је свега 9,2 km. Њена најважнија притока је поток Мишка који се као лева притока улива у Лошицу у градској четврти Брилевичи. Код градског насеља Курасовшчина налази се мање вештачко језеро Лошица.